# Marcinkowo (Mrągowski)
Marcinkowo (Duits: Mertinsdorf of Mertensdorf) is een dorp in het Poolse woiwodschap Ermland-Mazurië, in het district Mrągowski. De plaats maakt deel uit van de gemeente Mrągowo en telt 764 inwoners.

## Verkeer en vervoer
- Station Marcinkowo